# Tierra de Bradley

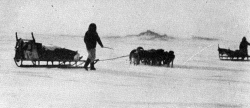
Imagen en la que se presumía ver parte de la tierra de Bradley.

La tierra de Bradley fue el nombre que el explorador estadounidense Frederick Cook dio a una masa de tierra que afirmó haber visto entre las coordenadas 84° 20′N 102° 0′W y 85° 11′N 102° 0′W durante una expedición en 1909. Lo describió como dos masas de tierra con una ruptura, un estrecho o una hendidura entre ellas. La tierra recibió su nombre de John R. Bradley, que había sido uno de los mecenas y patrocinadores de la expedición de Cook.
Cook publicó fotografías de la tierra y la describió así: "La costa inferior se parecía a la isla de Heiberg, con montañas y valles altos. Calculé que la costa superior tenía unos mil pies de altura, era plana y estaba cubierta con una fina capa de hielo".
En la actualidad se sabe que dicha tierra no existe, y que las observaciones de Cook se basaron en una identificación errónea del hielo marino o en una pura invención. Los compañeros inuit de Cook informaron que las fotografías fueron tomadas en realidad cerca de la costa de la isla Axel Heiberg.